# 459 Signe
459 Signe eller 1900 FM är en asteroid i huvudbältet, som upptäcktes 22 oktober 1900 av den tyske astronomen Max Wolf. Den är uppkallad efter Signe i den nordiska mytologin.
Asteroiden har en diameter på ungefär 25 kilometer.